# John F. Kullgren

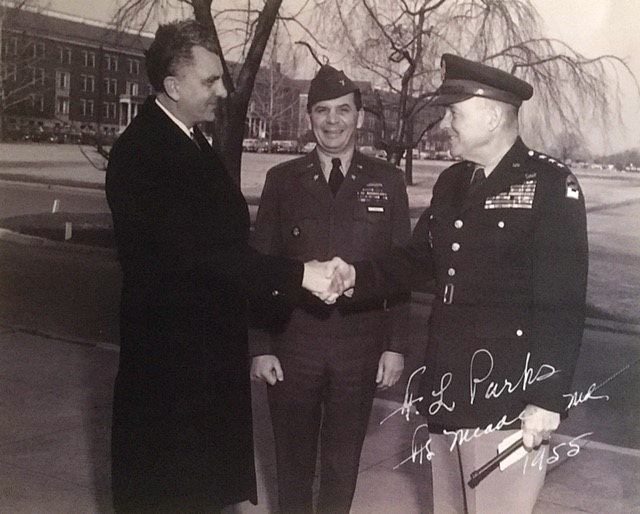
John F. Kullgren (längst till vänster) och två militärer, i samband med att han 1955 fått den högsta militära utmärkelse som en icke militär kan få i USA, foto från Facebook-gruppen "Släkten Kullgren i Skillingmark". Originalfotot innehas av hans brorsdotter Gudrun Kullgren Nilsson.

John F. Kullgren, egentligen Folke Johannes Kullgren, född 27 augusti 1906 i Kuling (nuvarande Lushan), Kina, död 15 juni 1976 i Virginia, USA, var en svensk journalist, verksam i Kina och USA. Han var son till Kina-missionären Nils Kullgren.

## Biografi
John F. Kullgren föddes 1906 i Kuling, ett distrikt i staden Jiujiang i norra delen av Jiangxi-provinsen i centrala Kina, nära gränsen till Hubei-provinsen, under föräldrarna Nils och Paulina Kullgrens andra sjuårsperiod som missionärer i landet. Han hade då två äldre syskon, Joel och Rakel. Familjen återvände till hemlandet i maj 1911 och utreste på nytt i januari 1913. Föräldrarna verkade sedan i Hubei-provinsen i ytterligare två sjuårsperioder fram till 1929. 1916 föddes brodern Gösta, troligtvis i Kina. Hela familjen utom Folke flyttade hem till Sverige 1929.
Han stannade kvar i Kina under hela sin ungdomstid, skaffade sig god utbildning och blev en verklig kännare av Kina och alla förhållanden i Fjärran Östern. 1928 blev han anställd som legationssekreterare vid svenska legationen i Peking och innehade denna anställning fram till dess att legationen stängdes 1931. Under denna period var han även anlitad av Sven Hedin och deltog i den fjärde centralasiatiska expeditionen (1927-1935), där man bl.a. besökte Gobiöknen. Han omnämns i Hedins bok Riddles of the Gobi desert (1931).
Det finns en uppgift om att han ankom 1932 till Ellis Island, New York med båten S/S Bremen från Bremens hamn. Han var registrerad som journalist i passagerarlistan. Han innehade 1933-1936 en professur vid katolska universitetet i Peking, där han undervisade i historia och ekonomi. Han var Dagens Nyheters Fjärran Östern-korrespondent 1932–1940 och skrev artiklar om Andra kinesisk-japanska kriget.
Han flyttade till USA, troligtvis i början av 1940-talet. Han kallade sig där John eftersom det var lättare att uttala än Folke. Med goda kunskaper i kinesiska och kinesisk kultur blev han anlitad av den amerikanska försvarsmakten och var anställd på framskjutna poster inom underrättelsetjänsten och Pentagon från 1941 fram till 1972, då han gick i pension. Han fick 1955 den högsta militära utmärkelse som en icke-militär kan få i USA.
Han gick bort 1976 och är begravd på Ebenezer Cemetery, Bluemont, Loudoun County, Virginia, USA.

## Familj
John F. Kullgren var son till Nils Kullgren Jonasson (1869-1940) och Anna Paulina Brandt (1874-1933). Han hade tre syskon - Nils Joel (född 1896 i Kwei-hua-cheng, Kina), Rakel Paulina (född 1900 i Hudiksvall) och Gösta Natanael (född 1916, troligtvis i Kina). Han gifte sig borgerligt 1932 i Stockholm med amerikanskan Helen Gertrude Gingrich (1899-1983). Vigselförrättare var borgmästare Gunnar Fant (1879-1967). Den borgerliga vigseln följdes av en kyrklig vigsel, förrättad av fadern Nils Kullgren. Paret bosatte sig i Peking och fyra år senare föddes sonen Orwin (1936-1974).